# Afrocalathea
Afrocalathea, monotipski biljni rod iz zapadne tropske Afrike, raširen uz zemlje Gvinejskog zaljeva: Kongo, Nigerija, Kamerun, Gabon, Ekvatorijalna Gvineja i angolskoj enklavi Cabinda.
Rod i vrsta opisani su 1902., i uklopljeni u porodicu svrdarkovki. Jedina je vrsta A. rhizantha, nekada uključivana u rod Calathea.

## Sinonimi
- Calathea rhizantha K.Schum.